# Atractotomus ramentum
Atractotomus ramentum är en insektsart som beskrevs av Stonedahl 1990. Atractotomus ramentum ingår i släktet Atractotomus och familjen ängsskinnbaggar. Inga underarter finns listade i Catalogue of Life.